# Ctenurella
Ctenurella — рід цикадок із ряду клопів, який зустричаеться у Японії та на Далекому Сході.

## Опис
Цикадки розміром 3—4 мм. Помірно кремезні. Закруглена голова виступає вперед. Тім'я поперечне. Білувато-вохристо-жовті. 1 вид.
- Ctenurella paludosa Vilib. — Далекий Схід.